# Salvador Jiménez Blanco
Salvador Jiménez Blanco (Guadalupe, 15 de marzo de 1835 - Napa, 14 de febrero de 1883) fue un abogado y político costarricense.

## Biografía

### Familia y estudios
Hijo de Dolores Jiménez y Guillén y Josefa de Jesús Blanco y Mora. Hermanos suyos fueron Nicolasa Ramona de Jesús (1828), José de los Ángeles (1833), Casiano de Jesús (1837)
Se le bautizó con el nombre de Salvador de Jesús. Contrajo matrimonio en Alajuela el 23 de noviembre de 1862 con Adelaida González y Aráuz (1844-1919), hija de Ramón González y Barrantes y Ramona Aráuz. Hijos de este matrimonio fueron Ramona Bernarda Elena, nacida en 1863 y casada con Genaro Cardona Valverde; María Dolores de la Trinidad, nacida en 1865, quien casó con Alberto Salazar Guardia; José Salvador, nacido en 1867 y muerto en 1869; Pedro Octavio Valeriano de la Trinidad, nacido en 1869, casado con Adela Alpízar Lizano; Luis Felipe, nacido en 1871; María Bibiana Adelina de la Concepción, nacida en 1872; Rafaela Salvadora, nacida y muerta en 1874, y María Aurelia Susana, nacida en 1878, casada con Ernesto Underwood Dold, británico.
Se graduó como bachiller en Filosofía en la Universidad de Santo Tomás y como licenciado en Leyes en la Universidad de San Carlos de Guatemala. Posteriormente obtuvo el doctorado en Derecho en la Universidad de Santo Tomás.

## Actividad judicial
Desempeñó durante varios años funciones de juez. Fue magistrado de la Corte Suprema de Justicia de Costa Rica de mayo de 1868 a mayo de 1869, de mayo a octubre de 1870 y de mayo de 1872 a junio de 1874. Fue elegido nuevamente como magistrado en mayo de 1876, pero no aceptó el cargo.

### Otros cargos públicos
Fue miembro de la Asamblea Constituyente de 1869 y de la Convención Nacional Constituyente de 1870, de la cual fue secretario.
El 14 de diciembre de 1874 fue nombrado secretario de Relaciones Exteriores, Instrucción Pública, Culto y Beneficencia por el presidente Tomás Guardia Gutiérrez. Desempeñó ese cargo hasta el 20 de mayo de 1875, fecha en que fue aceptada su renuncia. Por haber participado en una conspiración contra Guardia, fue arrestado y torturado y después hubo de marchar al exilio por corto tiempo.

## Actividad docente y académica
Fue catedrático de Derecho Civil, Derecho Natural y Derecho Público en la Universidad de Santo Tomás. Aportó a los estudios de Filosofía del Derecho en Costa Rica los principios doctrinarios del krausismo, doctrina filosófica iniciada por el alemán Karl Krause (1781-1832), que ya habían empezado a introducir en la enseñanza secundaria costarricense los profesores españoles don Juan y don Valeriano Fernández Ferraz. En esas lecciones utilizaba el Curso de Derecho natural del jurista alemán Heinrich Ahrens, uno de los discípulos más notables de Krause.
En 1874 publicó en San José el primer tomo de su obra Elementos de Derecho Civil y Penal de Costa Rica, al que siguió en 1876 el segundo tomo. En esta vasta obra explicó y comentó detalladamante la Parte Civil del Código General o Código de Carrillo. Esta fue la primera obra de doctrina jurídica que se publicó en Costa Rica. Sin embargo, la parte relativa al Derecho Penal nunca se publicó.

## Últimos años y muerte
En 1877 perdió repentinamente la vista y su salud se vio gravemente afectada. Su familia lo llevó a California, con la esperanza de encontrar tratamiento para sus dolencias, pero no se logró y murió en Napa. Sus restos fueron enviados a Costa Rica y sepultados en San José.